# Richard A. Muller
Richard A. Muller (Nova York, 6 de janeiro de 1944) é um físico estadunidense, professor aposentado na Universidade da Califórnia em Berkeley. É um dos membros do Supernova Cosmology Project.
Dentre suas realizações está a descoberta do cosseno cósmico do projeto microondas 3k, que foi utilizado por seu assistente George Smoot para descobrir a anisotropia intrínseca, que lhe rendeu o Nobel e outros prêmios.
Inicialmente um cético, em março de 2011 ele testemunhou no Comitê de Ciência, Espaço e Tecnologia da Câmara dos Representantes dos Estados Unidos que os dados preliminares até então obtidos confirmavam a tendência geral do aquecimento global. Em 28 de julho de 2012 ele foi bem específico ao afirmar: "a causa é inteiramente humana".